# José Limón
José Arcadio Limón, né à Culiacán au Mexique le 12 janvier 1908 et mort à Flemington (New Jersey) le 2 décembre 1972, est un danseur, chorégraphe et pédagogue américain d'origine mexicaine[Selon qui ?].

## Biographie
José Limón est né au Mexique en 1908 dans une famille de douze enfants. Il émigre à New York en 1928 et suit l'enseignement des chorégraphes Doris Humphrey et Charles Weidman. À partir de 1930 et durant dix ans, il danse dans la compagnie de ces deux professeurs (ainsi dans New Dance et Passacaglia), tout en commençant parallèlement à créer des pièces, dont Danzas Mexicanas, sa première œuvre majeure.
Quittant la compagnie de Doris Humphrey et Charles Weidman en 1940, il fonde en 1946 sa propre compagnie, la José Limón Dance Company, dont Doris Humphrey devient la directrice artistique. Cette compagnie se fait connaître mondialement dans les années 1950 et est ainsi amenée à tourner en Europe, en Asie du Sud et au Proche-Orient,. En 1969, Jose Limón décide de ne plus danser mais continue néanmoins à chorégraphier. Des danseurs comme Hans Züllig et Jean Cébron de la Folkwangschule, à Essen, en Allemagne, participent et enseignent dans cette compagnie.
Il meurt en 1972, à Flemington dans le New Jersey, après avoir créé 75 pièces en plus de 40 ans.
En 1989, il reçoit à titre posthume un American Dance Festival Award pour l'ensemble de sa carrière.
Sa technique, fondée sur le rôle joué par le poids du corps et héritée de celle de Doris Humphrey, est encore enseignée à l'heure actuelle. Cinquante-trois ans après sa création, son œuvre, Missa Brevis (sur une musique composée par Zoltán Kodály), qu'il a créé après un voyage en Pologne où il a été touché par la force de ce peuple après la guerre, est toujours jouée.

## Principales chorégraphies (en tant que chorégraphe)
- Danzas mexicanas

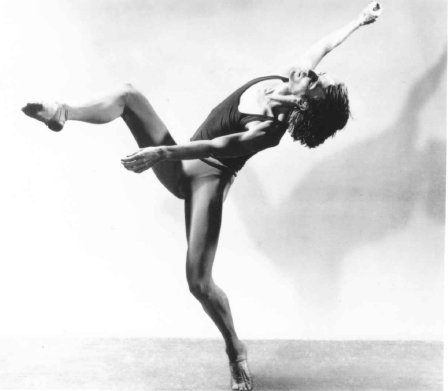
Bill Evans répétant There Is a Time en 1973.

- La Malinche (1949) : sa première création pour sa compagnie
- La Pavane du Maure (1949) : sa plus célèbre chorégraphie, toujours programmée de nos jours[12]
- There Is a Time (1956)
- Missa Brevis (1958)[11]
- Orphée (1972)